# Carl-Herman Runnström
Carl-Herman Runnström, född den 22 februari 1891 i Stockholm, död den 16 november 1980 i Österåkers församling, var en svensk målare samt reklam- och affischtecknare.
Han var son till bagarmästaren Mauritz Leonard Runnström och Augusta Björklund och gift första gången med en amerikanska och andra gången från 1933 med textilkonstnären Theodora Palmér. Runnström studerade för Carl Wilhelmson vid Valands målarskola i Göteborg 1907–1908 och vid Konsthögskolan i Stockholm 1908–1909. På uppmaning från kollegan Gösta Sandels följde han med till Paris där han studerade vid Académie Colarossi i Paris 1911–1912 och därefter företog han studieresor till Italien och i Frankrike. Han debuterade tillsammans med Ivan Lönnberg och Bertil Norén i en Stockholmsutställning 1912 och deltog året därpå i konstnärsgruppen De Fries utställning. 
Efter sin medverkan i Baltiska utställningen och Panamautställningen i San Francisco 1915 bosatte han sig i Chicago. Under sin tid i Amerika skapade han sig ett namn som en driftig reklamtecknare men han fick även framgång som bildkonstnär. Tillsammans med Axel Linus och Oscar Mortens ställde han ut i Amerika 1933 och han medverkade i en större samlingsutställning i Milwaukee 1934. Han återvände till Sverige 1934 och arbetade först för Gumælius reklambyrå innan han blev konstnärlig ledare i Rygaards annonsbyrå. Separat ställde han ut sin bildkonst på bland annat Fahlcrantz konstsalong i Stockholm 1935 och Galleri Aveny i Göteborg 1955. Tillsammans med sin fru ställde han ut i Norrköping och Katrineholm och tillsammans med Sture Haglundh i Oskarshamn 1957 samt tillsammans med Lena Santesson-Carlson i Borås 1960. Han var representerad på utställningen En epidemi av Franska sjukan - Svenska Matisselelver 1908-1911 på Säfstaholms slott. Hans konst består av porträtt, interiörer, landskap och stilleben samt affischer där olika beredskapsaffischer runt andra världskriget väckte uppmärksamhet. Runnström finns representerad vid Eskilstuna konstmuseum.
Carl-Herman Runnström var bror till professor John Runnström.